# Georg Gradl

Georg Gradl

Georg Gradl (* 30. Juni 1884 in Grub; † 4. Oktober 1950 in Nürnberg) war ein deutscher Beamter und Politiker (NSDAP).

## Leben und Wirken
Nach dem Besuch der Volksschule schlug Gradl die Beamtenlaufbahn ein. Ab 1904 gehörte er dem Bayerischen 7. Infanterieregiment in Bayreuth an. 1908 wurde Gradl Beamter bei der Stadtverwaltung von Nürnberg. Im selben Jahr heiratete er. Vom August 1914 bis zum Kriegsende nahm Gradl mit dem Bayerischen Reserve Infanterieregiment 6 am Ersten Weltkrieg teil, aus dem er nach den Angaben im Reichstagshandbuch zu 70 % kriegsbeschädigt heimkehrte.
Im Mai 1922 trat Gradl im Gefolge seines engen Freundes Julius Streicher in die Nationalsozialistische Deutsche Arbeiterpartei (NSDAP) ein, der er sich nach der Aufhebung des Parteiverbots zum 13. Mai 1925 erneut anschloss (Mitgliedsnummer 4.681). In der Partei übernahm Gradl eine Reihe von Funktionärsaufgaben: So leitete er ab 1927 die Geschäftsstelle der NSDAP-Gauleitung Nordbayern und übernahm 1928 die Funktion des Gaugeschäftsführers im Nürnberger NSDAP-Gau. Seit Dezember 1924 war er zudem ehrenamtliches Mitglied des Nürnberger Stadtrates. 1928 heiratete er auch zum zweiten Mal. Nach dem Zweiten Weltkrieg berichtete Gradls Frau, eine ehemalige Kontoristin, dass die Ehe ein „Martyrium“ gewesen sei: Da sie politisch anders gedacht habe als ihr Mann, sei das Eheleben durch „Schikanen, Bedrohungen und Beschimpfungen“ geprägt gewesen.
Gradl galt als äußerst brutal. Aufsehen erregte er nicht zuletzt aufgrund seiner „unsympathischen Fistelstimme“. Gradls politische Gegner verspotteten ihn vor 1933 als „Schatten Streichers“. Ferner machte das Spottwort „Stolz wie ein Pfau – dumm wie eine Sau“ die Runde, dessen Urheber Gradl nach der „Machtergreifung“ verhaften ließ, um ihm eine „Abreibung zu verpassen“.
Bei der Reichstagswahl vom März 1933 wurde Gradl in den Reichstag gewählt, in dem er den Wahlkreis 26 (Franken) vertrat. Im März 1933 gehörte Gradl zu den Reichstagsabgeordneten, die für die Verabschiedung des Ermächtigungsgesetzes stimmten, das die juristische Grundlage für den Aufbau der NS-Diktatur bildete.
Gradl übte weiterhin Ämter im NSDAP-Gau Franken aus: So war er ab November 1935 Gauamtsleiter und Gaurichter. Vorübergehend, vermutlich zwischen 1937 und 1939, war er Gauobmann der Nationalsozialistischen Kriegsopferversorgung (NSKOV) und Gauamtsleiter des Amtes für Kriegsopferversorgung. In der Sturmabteilung (SA) wurde Gradl im April 1936 zum SA-Standartenführer befördert. Als Beamter bei der Stadtverwaltung Nürnberg wurde er 1935 als Oberamtmann pensioniert.
Wegen der Unterschlagung von Parteigeldern wurde Gradl im Oktober 1936 durch das Oberste Parteigericht der NSDAP verwarnt. Die auf ein Jahr befristete Aberkennung der Fähigkeit zur Bekleidung eines Parteiamtes wurde nach einem Gnadenakt Hitlers nicht vollstreckt. Im November 1939 übernahm Gradl den Vorsitz des Aufsichtsrates der Witwen- und Waisenkasse des Reichs- und Staatsdienstpersonals (WWK) bei der Allgemeinen Versicherungsanstalt in München. Am 21. Februar 1942 wurde Gradl wegen Betrugs und Bereicherung in seiner Tätigkeit bei der WWK durch das Oberste Parteigericht aus der NSDAP ausgeschlossen. Später wurde er zu einer Gefängnisstrafe verurteilt, jedoch erneut von Hitler begnadigt. Gradls Reichstagsmandat erlosch am 28. März 1942 durch Ausschluss aus der NSDAP-Fraktion; für ihn rückte Georg Haberkern nach.
Nach Kriegsende wurde im September 1947 gegen Gradl ein Entnazifizierungsverfahren vor der Spruchkammer Nürnberg durchgeführt.